# L'ou o la gallina

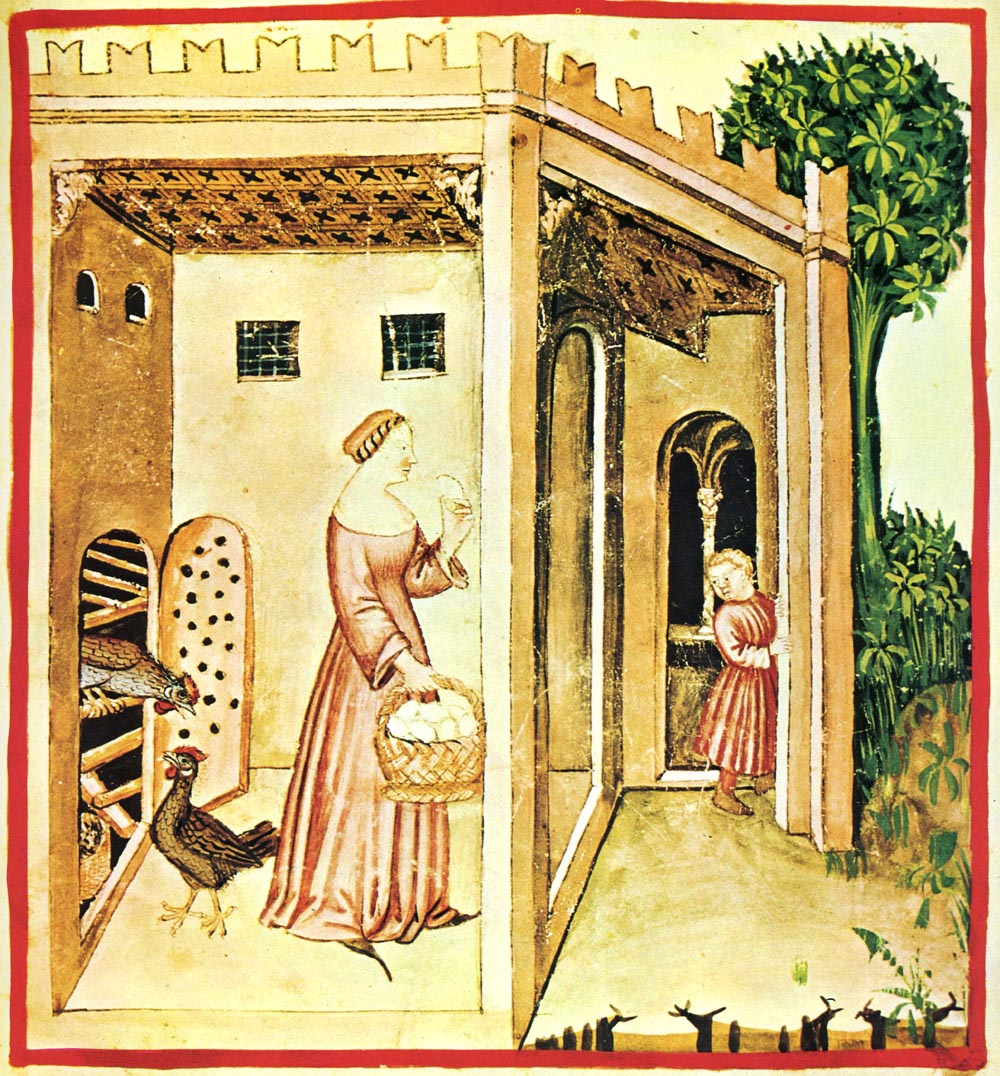
Il·lustració de Tacuinum Sanitatis,

L'ou o la gallina? És un dilema que prové de l'expressió "què va ser primer: l'ou o la gallina?", ja que les gallines ponen ous i d'aquests provenen els pollets que esdevindran pollastres o gallines. Aquesta expressió plena d'ambigüitat va conduir a filòsofs antics a la pregunta de com es va originar la vida i l'univers.

## Explicació
És clar que l'ou és anterior a la gallina, puix perquè es generi la primera gallina ha d'haver-hi un ou, que pot-ser, no cal que provingui d'una gallina.
Llavors d'on ve?
La gallina és un animal que ha evolucionat d'un altre animal. Suposem que ha evolucionat d'un ocell. Amb el pas del temps, aquest ocell ha anat canviant de forma, i s'ha reproduït ponent ous. Per això, la primera gallina va sortir d'un ou que no és necessari que el pongués una gallina, sinó un ocell semblant a la gallina. Per tant, la primera gallina com la considerem ara va sortir d'un ou no necessàriament post per una gallina, sinó per un animal d'espècie anterior a la gallina.
Hi ha persones que contradiuen aquesta tesi dient -i si la primera gallina no es reproduïa sense ous?-. Doncs, llavors ja no és una gallina. És un animal igual per fora però amb una reproducció diferent, per tant ja no és una gallina, és un animal amb dues potes, ales... igual que una gallina exteriorment, no interiorment.
En la parla popular, referir-se a la qüestió "qui va ser abans, l'ou o la gallina" posa l'accent en la inutilitat de preguntar qui va ser primer, ja que aquesta sentència és una fal·làcia del tipus "cercle viciós". És en aquesta forma de veure el problema en què rau la naturalesa fonamental de la qüestió, ja que la resposta literal és una mica òbvia. El dilema, llavors, procura elevar-se a qüestions metafísiques, amb un plantejament metafòric. Per entendre millor la representació metafòrica, la pregunta es pot reformular de la manera següent: "Què ve primer: x que no pot venir sense I, o I que no pot venir sense x?".

## Història
Diversos filòsofs van reflexionar davant el dilema:
- Aristòtil (384 aC-322 aC) va concloure que tots dos havien existit sempre.[2]
- Plutarc (46-126) va fer una comparació del dilema amb la creació del món.[3]
- Macrobi (395-423 dC), va destacar la transcendència de la qüestió.[4]
- Stephen Hawking i Christopher Langa van concloure que va ser primer l'ou que la gallina.[5] Langa presenta un detallat estudi del problema el 2001.[6][7][8][9][10]

### Teologia
Els que només admeten la interpretació de la Bíblia de manera literal, des del punt de vista del creacionisme, indiquen que les aus van ser creades igual que la resta de l'univers. El relat bíblic de la creació diu que Déu va crear els ocells, però no esmenta els ous.
Tanmateix, l'evolució teista estableix que els pollastres van ser creats per Déu a partir d'ous de gallines. Així que Déu va crear les gallines mitjançant evolució i va poder haver creat a partir d'ous. En escrits hindús, els ocells van ser creats per Déu mitjançant éssers superhumans, segons es diu en el Puranas i Dharmashastra.

### Evolució
Com que les espècies canvien amb el pas del temps durant el procés evolutiu, la primera gallina moderna antecessora de les gallines domèstiques no pot ser classificada com a tal. L'ADN només pot ser modificat abans del naixement, per la qual cosa la mare de la primera gallina (la qual no era una gallina tal com la coneixem) va patir una mutació en la gestació mitjançant la qual l'embrió que portava dins canvià i va esdevenir la primera gallina, pròpiament dita. En dir primera gallina, ens referim al fet que va néixer d'un ou, ja que aquesta mutació va fer que es formés una capa al seu voltant. A partir d'aquest moment, va aparèixer la primera gallina, tal com l'entenem ara. Aquesta va ser la que va pondre el primer ou de gallina, ja que l'ou de la qual va néixer aquesta no va ser pròpiament dit un ou de gallina, de manera que la gallina va ser primer que l'ou, segons la teoria de l'evolució.
Però aquesta deducció seria només aplicable a la qüestió en concret de què va ser abans "la gallina o l'ou de gallina?", ja que si ens referim a l'ou, en general, ja que en la pregunta no s'especifica que l'ou sigui de gallina, l'ou seria primer, perquè lògicament l'animal antecessor de la primera gallina també era ovípar.

### Temps cíclic
En el budisme, hi ha la creença sobre la "Roda del Temps", que veu el temps com a cíclic i amb repetició d'eres, tal com altres cultures de Mesoamèrica (asteques, maies) i els indis nadius de Nord-amèrica creuen. Aquesta idea dona una resposta diferent a la pregunta de "qui és primer" quan aquesta va combinada amb el concepte de l'Etern retorn, el qual és ben conegut a Occident gràcies a Nietzsche. Aquest concepte assumeix que el temps és eternament repetitiu; per tant, no existeix "primer" en l'eternitat. Res ha estat creat, sempre ha existit. La resposta és llavors "cap no és primer". El temps cíclic no permet que hi hagi un "primer".

## Exemples
Hi ha molts exemples de la vida real que es plantegen amb una anàlisi similar al dilema "ou-gallina":
- La por a un col·lapse econòmic fa que la gent gasti menys, cosa que redueix la demanda i augmenta l'oferta, i causa un col·lapse econòmic.
- La por a la violència o la guerra poden conduir la gent a comportaments defensius o agressius que produeixen més violència i temor.
- Més llocs de treball produeixen més consum, cosa que requereix més producció i, per tant, més llocs de treball.